# Mythologies (recueil)
Pour les articles homonymes, voir Mythologie et Mythologies.
Mythologies est un recueil de 53 textes rédigés par Roland Barthes entre 1954 et 1956 au fil des mois et au gré de l'actualité, publié aux éditions du Seuil en 1957.

Dans l'avant-propos, Barthes précise son projet : 

« Le matériel de cette réflexion a pu être très varié (un article de presse, une photographie d'hebdomadaire, un film, un spectacle, une exposition), et le sujet très arbitraire : il s'agissait évidemment de mon actualité. »

L'analyse emprunte à la sémiologie, mais aussi à l'observation sociologique. Cet essai a exercé une certaine influence sur des journalistes et écrivains de langue française, par exemple Georges Perec et Jérôme Garcin. Il a été traduit en anglais dans les années 1970, sous le titre de The Eiffel Tower and Other Mythologies (1979), par Richard Howard. 

## Résumé
Le catalogue des mythes contient un certain nombre de sujets qui peuvent être groupés soit par thème, soit par la forme du message qui véhicule le mythe lui-même. 

### Les mythes par genre
Classement par nombre d'occurrences (certains mythes sont comptés plusieurs fois, par la nature même de leur mythe) :
- Consommation : 8 occurrences (Saponides et détergents, L'opération Astra, Jouets, Publicité de la profondeur, Le Guide Bleu, Strip-tease, La nouvelle Citroën, Le plastique bourgeois)
- Langage & Littérature : 8 occurrences (L'écrivain en vacances, Romans et enfants, Nautilus et bateau ivre, Adamov et le langage, Racine est Racine, Grammaire africaine, La littérature selon Minou Drouet, La critique Ni-Ni)
- Figures : 7 occurrences (Les Romains au cinéma, Critique muette et aveugle, Le pauvre et le prolétaire, Martiens, Un ouvrier sympathique, L'homme-jet, L'usager de la grève)
- Cultures : 6 occurrences (Au music-hall, La croisière du Batory, L'art vocal, La dame au camélias, Deux mythes du Jeune Théâtre, Astrologie)
- Photographie : 5 occurrences (l'acteur d'Harcourt, Photo-chocs, Photogénie électorale, La grande famille des hommes, Bichon chez les nègres)
- Personnalités : 4 occurrences (Le cerveau d'Einstein, Iconographie de l'abbé Pierre, Le visage de Garbo, La croisière du Batory)
- Alimentaire : 4 occurrences (Le vin et le lait, Le Bifteck et les frites, Le Guide Bleu, cuisine ornementale)
- Faits divers : 4 occurrences (Dominici ou le triomphe de la Littérature, Conjugales, Billy Graham au Vel' d'Hiv, Le procès Dupriez)
- Politique : 3 occurrences (Quelques paroles de M. Poujade, Photogénie électorale, Poujade et les intellectuels)
- Sport : 2 occurrences (Le monde où l'on catche, Le Tour de France comme épopée)
- Divers : La croisière du Sang bleu, Paris n'a pas été inondé, Puissance et désinvolture, Celle qui voit Clair, Continent perdu

## Le mythe chez Roland Barthes
En septembre 1956, Roland Barthes écrit un texte intitulé « Le mythe, aujourd'hui » et qui constitue le deuxième volet de Mythologies dans lequel il analyse le phénomène même du mythe. En ouverture, Roland Barthes y définit le mythe (en accord avec l'étymologie) : 

« Le mythe est une parole ».
Il précise par la suite :
« Le mythe est un système de communication, c'est un message. »

Ce texte permet à Barthes d'exposer sa vision du mythe et, ainsi, de mettre en perspective sa vision mythologique de l'actualité en exposant aux yeux de tous sa grille d'analyse. Le texte se décompose en onze parties : 
- Le mythe est une parole
- Le mythe comme système sémiologique
- La forme et le concept
- La signification
- Lecture et déchiffrement du mythe
- Le mythe comme langage volé
- La bourgeoisie comme société anonyme
- Le mythe est une parole dépolitisée
- Le mythe, à gauche
- Le mythe, à droite
- Nécessité et limites de la mythologie

Le mythe, pour Barthes, est un outil de l'idéologie. Il réalise les croyances, dont la doxa est le système, dans le discours : le mythe est un signe. Son signifié est un idéologème, son signifiant peut être n'importe quoi : « Chaque objet du monde peut passer d'une existence fermée, muette, à un état oral, ouvert à l'appropriation de la société. »
Dans le mythe, écrit Barthes, la chaîne sémiologique « signifiant/signifié = signe » est doublée. Le mythe se constitue à partir d'une chaîne préexistante : le signe de la première chaîne devient le signifiant du second. Barthes donne l'exemple d'une phrase figurant comme exemple dans une grammaire : c'est un signe composé de signifiant et signifié, mais qui devient dans son contexte de grammaire un nouveau signifiant dont le signifié est « je suis ici comme exemple d'une règle grammaticale. »
Un exemple purement idéologique dans ce recueil est la photo d'un soldat noir regardant le drapeau national, où le signe dans son ensemble devient le signifiant du mythe de l'adhésion des populations colonisées à l'Empire français.

En dernière analyse, la doxa propagée par le mythe, pour Barthes, est l'image que la bourgeoisie se fait du monde et qu'elle impose au monde. La stratégie bourgeoise est de remplir le monde entier de sa culture et de sa morale, en faisant oublier son propre statut de classe historique : 

« Le statut de la bourgeoisie est particulier, historique : l'homme qu'elle représente sera universel, éternel ; […] Enfin, l'idée première du monde perfectible, mobile, produira l'image renversée d'une humanité immuable, définie par une identité infiniment recommencée. »

## Liste des mythes
Pour chaque mythe, la première et la dernière phrase du texte sont proposées. 
- Le monde où l'on catche
  - « La vertu du catch, c'est d'être un spectacle excessif. » précédé d'une citation de Baudelaire « […] la vérité emphatique du geste dans les grandes circonstances de la vie. »
  - « Sur le ring et au fond même de leur ignominie volontaire, les catcheurs restent des dieux, parce qu'ils sont, pour quelques instants, la clef qui ouvre la Nature, le geste pur qui sépare le Bien du Mal et dévoile la figure d'une Justice enfin Intelligible. »
- L'acteur d'Harcourt
  - "En France on n’est pas acteur si l'on n'a pas été photographié par les Studios d'Harcourt."
  - "Pour un mythe aussi aliéné que celui des visages d'acteurs, ce parti est très révolutionnaire : ne pas suspendre aux escaliers les d'Harcourt classiques, bichonnés, alanguis, angélisés ou virilisés (selon le sexe), c'est une audace dont bien peu de théâtres se payent le luxe."
- Les Romains au cinéma
  - "Dans le Jules César de Mankiewicz, tous les personnages ont une frange de cheveux sur le front."
  - "Et c'est une duplicité propre au spectacle bourgeois : entre le signe intellectuel et le signe viscéral, cet art dispose hypocritement un signe bâtard, à la fois elliptique et prétentieux, qu'il baptise du nom pompeux de "naturel"."
- L'écrivain en vacances
  - « Gide lisait du Bossuet en descendant le Congo. »
  - "L'alliance spectaculaire de tant de noblesse et de tant de futilité signifie que l'on croit encore à la contradiction : totalement miraculeuse, chacun de ses termes l'est aussi : elle perdrait évidemment tout son intérêt dans un monde où le travail de l'écrivain serait désacralisé au point de paraître aussi naturel que ses fonctions vestimentaires ou gustatives."
- La croisière du Sang bleu
  - « Depuis le Couronnement, les Français languissaient après un renouveau de l'actualité monarchique, dont ils sont extrêmement friands ; l'embarquement d'une centaine de princes sur le yacht grec, l'Agamemnon, les a beaucoup distraits. »
  - "Les mystifications les plus éthérées, les amusants détails de la croisière du Sang Bleu, tout ce baratin anecdotique, dont la grande presse a saoulé ses lecteurs, n'est pas donné impunément: forts de leur divinité renflouée, les princes font démocratiquement de la politique: le comte de Paris abandonne l'Agamemnon pour venir à Paris "surveiller" le sort de la C.E.D., et l'on envoie le jeune Juan d'Espagne au secours du fascisme espagnol."
- Critique muette et aveugle
  - « Les critiques (littéraires ou dramatiques) usent souvent de deux arguments assez singuliers. »
  - « Vous ne voulez pas comprendre la pièce du marxiste Lefebvre, mais soyez sûrs que le marxiste Lefebvre comprend parfaitement bien votre incompréhension, et surtout (car je vous crois plus retors qu'incultes) l'aveu délicieusement "inoffensifs" que vous en faites. »
- Saponides et détergents
  - "Le premier Congrès mondial de la Détergence (Paris, septembre 1954) a autorisé le monde à se laisser à l'euphorie d'Omo : non seulement les produits détergents n'ont aucune action nocive sur la peau, mais même ils peuvent peut-être sauver les mineurs de la silicose."
  - "Euphorie qui ne doit d'ailleurs pas faire oublier qu'il y a un plan où Persil et Omo, c'est tout comme : le plan du trust anglo-hollandais Unilever."
- Le pauvre et le prolétaire
  - "Le dernier gag de Charlot, c'est d'avoir fait passer la moitié de son prix soviétique dans les caisses de l'abbé Pierre."
  - "En somme, c'est pour cela que l'homme-Charlot triomphe de tout : c'est parce qu'il échappe de tout, rejette toute commandite, et n'investit jamais dans l'homme que l'homme seul. Son anarchie, discutable politiquement, représente en art la forme peut-être la plus efficace de la révolution."
- Martiens
  - "Le mystère des Soucoupes Volantes a d'abord été tout terrestre : on supposait que la soucoupe venait de l'inconnu soviétique, de ce monde aussi privé d'intentions claires qu'une autre planète."
  - "A peine formée dans le ciel, Mars est ainsi alignée par la plus forte des appropriations, celle de l'identité."
- L'opération astra
  - "Insinuer dans l'Ordre le spectacle complaisant de ses servitudes, c'est devenu désormais un moyen paradoxal mais péremptoire de le gonfler."
  - "Nous voilà, nous aussi, débarrassés d'un préjugé qui nous coûtait cher, trop cher, qui nous coûtait trop de scrupules, trop de révoltes, trop de combats et trop de solitudes."
- Conjugales
  - "On se marie beaucoup dans notre bonne presse illustrée : grands mariages (le fils du maréchal Juin et la fille d'un inspecteur des Finances, la fille du duc de Castries et le baron de Vitrolles), mariages d'amour (Miss Europe 53 et son ami d'enfance), mariages (futurs) de vedettes (Marlon Brando et Josiane Mariani, Raf Vallone et Michèle Morgan).
  - « Au premier degré, le prestige de Marlon est d'ordre musculaire, vénusien; au second degré, il est d'ordre social : Marlon est consacré par Bandol, bien plus qu'il ne la consacre ».
- Dominici ou le triomphe de la Littérature
  - "Tout le procès Dominici s'est joué sur une certaine idée de la psychologie, qui se trouve être comme par hasard celle de la Littérature bien-pensante."
  - "Voler son langage à un homme au nom même du langage, tous les meurtres légaux commencent par là."
- Iconographie de l'abbé Pierre
  - "Le mythe de l'abbé Pierre dispose d'un atout précieux : la tête de l'abbé."
  - "J'en viens alors à me demander si la belle et touchante iconographie de l'abbé Pierre n'est pas un alibi dont une partie de la nation s'autorise, une fois de plus pour substituer impunément les signes de la charité à la réalité de la justice."
- Romans et enfants
  - « À en croire Elle, qui rassemblait naguère sur une même photographie soixante-dix romancières, la femme de lettres constitue une espèce zoologique remarquable: elle accouche pêle-mêle de romans et d'enfants. »
  - "Morale jésuite : prenez des accommodements avec la morale de votre condition, mais ne lâchez jamais sur le dogme qui la fonde."
- Jouets
  - "Que l'adulte français voit l'Enfant comme un autre lui-même, il n'y en a pas de meilleur exemple que le jouet français."
  - "Ces jouets meurent d'ailleurs très vite, et une fois morts, ils n'ont pour l'enfant aucune vie posthume."
- Paris n'a pas été inondé
  - "Malgré les embarras ou les malheurs qu'elle a pu apporter à des milliers de Français, l'inondation de janvier 1955 a participé de la Fête, plus que de la catastrophe."
  - "Car l'arche est un mythe heureux : l'humanité y prend ses distances à l'égard des éléments, elle s'y concentre et y élabore la conscience nécessaire de ses pouvoirs, faisant sortir du malheur même l'évidence que le monde est maniable."
- Bichon chez les nègres
  - "Match nous a raconté une histoire qui en dit long sur le mythe petit-bourgeois du Nègre : un ménage de jeunes professeurs a exploré le pays des Cannibales pour y faire de la peinture ; ils ont emmené avec eux leur bébé de quelques mois, Bichon."
  - "Voltaire n'écrirait pas aujourd'hui les aventures de Bichon comme l'a fait Match : il imaginerait plutôt quelque Bichon cannibale (ou coréen) aux prises avec le "guignol" napalmisé de l'occident."

Le reportage sur Fiévet Bichon a paru dans le Paris Match, n° 305 du 29 janvier 1955. L'article s'ouvre de la sorte : « Bichon, le plus jeune explorateur du monde, a aujourd'hui deux ans. C'est exactement le temps qu'a duré sa première expédition. Ce petit blanc est né chez les Noirs, du Nigeria. Ses parents Maurice et Jeanette Fièvet, tous deux professeurs, avaient décidé d'explorer, la palette à la main, les régions les plus primitives de l'Afrique noire,. »
- Un ouvrier sympathique
  - "Le Film de Kazan Sur les quais est un bon exemple de mystification."
  - "Car il y a beaucoup plus à attendre de la révolte des victimes que de la caricature et leurs bourreaux."
- Le visage de Garbo
  - "Garbo appartient encore à ce moment du cinéma où la saisie du visage humain jetait les foules dans le plus grand trouble."
  - "Le visage de Garbo est Idée, celui de Hepburn est Evénement."
- Puissance et désinvolture
  - "Dans les films de Série noire, on est arrivé maintenant à un bon gestuaire de la désinvolture ; pépées à la bouche molle lançant leurs ronds de fumée sous l'assaut des hommes ; claquements de doigts olympiens pour donner le signal net et parcimonieux d'une rafale ; tricot paisible de l'épouse du chef de bande, au milieu des situations les plus brûlantes."
  - "Mais ce geste, pour signifier qu'il se confond avec l'acte, doit polir toute emphase, s'amincir jusqu'au seuil perceptif de son existence ; il ne doit avoir que l'épaisseur d'une liaison entre la cause et l'effet ; la désinvolture est ici le signe le plus astucieux de l'efficacité ; chacun y retrouve l'idéalité d'un monde rendu à merci sous le pur gestuaire humain, et qui ne se ralentirait plus sous les embarras du langage : les gangsters et les dieux ne parlent pas, ils bougent la tête, et tout s'accomplit."
- Le vin et le lait
  - "Le vin est senti par la nation française comme un bien qui lui est propre, au même titre que ses trois cent soixante espèces de fromages et sa culture."
  - "Et le propre de notre aliénation présente, c'est précisément que le vin ne puisse être une substance tout à fait heureuse, sauf à oublier indûment qu'il est aussi le produit d'une expropriation."
- Le bifteck et les frites
  - "Le bifteck participe à la même mythologie sanguine que le vin."
  - "Le général connaissait notre symbolique nationale, il savait que la frite est le signe alimentaire de la "francité"."
- "Nautilus" et "Bateau ivre"
  - "L'œuvre de Jules Verne (dont on a fêté récemment le cinquantenaire) serait un bon objet pour une critique de structure ; c'est une œuvre à thèmes."
  - "L'objet véritablement contraire au Nautilus de Verne, c'est le Bateau Ivre de Rimbaud, le bateau qui dit "je" et, libéré de sa concavité, peut faire passer l'homme d'une psychanalyse de la caverne à une poétique véritable de l'exploration."
- Publicité de la profondeur
  - "J'ai indiqué qu'aujourd'hui la publicité des détergents flattait essentiellement une idée de la profondeur : la saleté n'est plus arrachée de la surface, elle est expulsée de ses loges les plus secrètes."
  - "Cette ouverture publique de l'intériorité du corps humain est d'ailleurs un trait général de la publicité des produits de toilette. "La pourriture s'expulse (des dents, de la peau, sang, de l'haleine)" : la France ressent une grande fringale de propreté."
- Quelques paroles de M. Pierre Poujade
  - "Ce que la petite bourgeoisie respecte le plus au monde, c'est l'immanence : tout phénomène qui a son propre terme en lui-même est un simple mécanisme de retour, c'est-à-dire, à la lettre, tout phénomène payé, lui est agréable."
  - "Et c'est précisément ce qui est sinistre dans le poujadisme : qu'il ait d'emblée prétendu à une vérité mythologique, et posé la culture comme une maladie, ce qui est le symptôme spécifique des fascismes."
- Adamov et le langage
  - "On vient de le voir, le bon sens poujadiste consiste à établir une équivalence simple entre ce qui se voit et ce qui est."
  - "À l'inverse, le théâtre qui s'oppose le plus à cette dramaturgie de la situation verbale, c'est paradoxalement le théâtre verbal : Giraudoux, par exemple, dont le langage est sincère, c'est-à-dire plonge en Giraudoux lui-même. Le langage d'Adamov a ses racines à l'air, et l'on sait que tout ce qui est extérieur profite bien au théâtre."
- Le cerveau d'Einstein
  - "Le cerveau d'Einstein est un objet mythique : paradoxalement, la plus grande intelligence forme l'image de la mécanique la mieux perfectionnée, l'homme trop puissant est séparé de la psychologie, introduit dans un monde de robots; on sait que dans les romans d'anticipation, les surhommes ont toujours quelque chose de réifié."
  - "Ainsi Einstein satisfait-il pleinement au mythe, qui se moque des contradictions pourvu qu'il installe une sécurité euphorique : à la fois mage et machine, chercheur permanent et trouveur incomblé, déchaînant le meilleur et le pire, cerveau et conscience, Einstein accomplit les rêves les plus contradictoires, réconcilie mythiquement la puissance infinie de l'homme sur la nature, et la "fatalité" d'un sacré qu'il ne peut encore rejeter."
- L'homme-jet
  - "L'homme jet est le pilote d'avion à réaction."
  - "L'homme-jet est un héros réifié, comme si aujourd'hui encore les hommes ne pouvaient concevoir le ciel que peuplé de semi-objets."
- Racine est Racine
  - "J'ai déjà signalé la prédilection de la petite-bourgeoisie pour les raisonnements tautologique (Un sou est un sou, etc.)"
  - "Racine c'est Racine : sécurité admirable du néant."
- Billy Graham au Vel' d'Hiv
  - "Tant de missionnaires nous ont rapporté les mœurs religieuses des "Primitifs", qu'il est bien regrettable qu'un sorcier papou ne se soit pas trouvé au Vel' d'Hiv' pour nous raconter à son tour la cérémonie présidée par le Dr Graham sous le nom de campagne d'évangélisation."
  - "La campagne de Billy Graham n'a été qu'un épisode maccarthyste."
- Le procès Dupriez
  - "Le procès de Gérard Dupriez[7] (qui a assassiné son père et sa mère sans mobile connu) montre bien les contradictions grossières où s'enferme notre Justice."
  - "D'autres contradictions existent au sein même de chacun de ces pouvoirs : la Justice, on l'a vu, dissociant irrationnellement la cause et la fin, en vient à excuser un crime à proportion de sa monstruosité ; la psychiatrie légale renonce volontairement à son propre objet et renvoie l'assassin au bourreau, au moment même où les sciences psychologiques prennent en charge chaque jour davantage une plus grande proportion de l'homme ; et la défense elle-même hésite entre la revendication d'une psychiatrie avancée[8]. qui récupérerait chaque criminel comme un dément, et l'hypothèse d'une "force" magique qui aurait investi Dupriez, comme aux plus beaux temps de la sorcellerie (plaidoirie de Me Maurice Garçon)."
- Photo-chocs
  - "Geneviève Serreau, dans son livre sur Brecht, rappelait cette photographie de Match, où l'on voit une scène d'exécution de communistes guatémaltèques ; elle notait justement que cette photographie n'est nullement terrible en soi, et que l'horreur vient de ce que nous la regardons du sein de notre liberté ; une exposition de Photos-chocs à la galerie d'Orsay, dont fort peu, précisément, réussissent à nous choquer, a paradoxalement donné raison à la remarque de Geneviève Serreau : il ne suffit pas au photographe de nous signifier l'horrible pour que nous l'éprouvions."
  - "La photographie littérale introduit au scandale de l'horreur, non à l'horreur elle-même."
- Deux mythes du Jeune Théâtre
  - "Si l'on en juge par un récent Concours des Jeunes Compagnies, le jeune théâtre hérite avec rage des mythes de l'ancien (ce qui fait que l'on ne sait plus très bien ce qui les distingue l'un de l'autre)."
  - "Dans l'art du théâtre, le style est une technique d'évasion."
- Le Tour de France comme épopée
  - "Il y a une onomastique du Tour de France qui nous dit à elle seule que le Tour est une grande épopée."
  - "Ceci n'empêche le Tour d'être un fait national fascinant, dans la mesure où l'épopée exprime ce moment fragile de l'Histoire où l'homme, même maladroit, dupé, à travers des fables impures, prévoit tout de même à sa façon une adéquation parfaite entre lui, la communauté et l'univers."

 Est joint à la fin du texte un lexique des mythologies individuelles des coureurs, y figurent : Jean Bobet, Louison Bobet, Brankart, Coletto, Coppi, Darrigade, De Groot, Gaul, Geminiani, Hassenforder, Koblet, Ferdi Kübler, Lauredi, Molineris, Antonin Rolland.
- Le "Guide Bleu"
  - "Le Guide Bleu ne connaît guère le paysage que sous la forme du pittoresque."
  - "Le Guide ne nous dit pas, évidemment, comment est répartie cette belle prospérité : sans doute hiérarchiquement, puisque l'on veut bien nous préciser que "l'effort sérieux et patient de ce peuple est allé jusqu'à la réforme de son système politique, afin d'obtenir la régénération par l'application loyale de solides principes d'ordre et de hiérarchie"."
- Celle qui voit Clair
  - "Le journalisme est aujourd'hui tout à la technocratie, et notre presse hebdomadaire est le siège d'une véritable magistrature de la Conscience et du Conseil, comme aux plus beaux temps des jésuites."
  - "La liberté apparente des conseils dispense de la liberté réelle des conduites : on semble lâcher un peu sur la morale pour tenir bon plus sûrement sur les dogmes constitutifs de la société."
- Cuisine ornementale
  - "Le journal Elle (véritable trésor mythologique) nous donne à peu près chaque semaine une belle photographie en couleurs d'un plat monté : perdreaux dorés piqués de cerises, chaud-froid de poulet rosâtre, timbale d'écrevisses ceinturée de carapaces rouges, charlotte crémeuse enjolivée de dessins de fruits confits, génoises multicolores, etc."
  - "Le public d'Elle n'a droit qu'à la fable, à celui de l'Express on peut proposer des plats réels, assuré qu'il pourra les confectionner."
- La croisière du "Batory"
  - "Puisqu'il y a désormais des voyages bourgeois en Russie soviétique, la grande presse française a commencé d'élaborer quelques mythes d'assimilation de la réalité communiste."
  - "Le Figaro connaît bien sa bourgeoisie : la liberté en vitrine, à titre décoratif, mais l'Ordre chez soi, à titre constitutif."
- L'usager de la grève
  - "Il y a encore des hommes pour qui la grève est un scandale : c'est-à-dire non pas seulement une erreur, un désordre ou un délit, mais un crime moral, une action intolérable qui trouble à leurs yeux la Nature."
  - "En protestant que cette grève la gêne, la bourgeoisie témoigne d'une cohésion de fonctions sociales, qu'il est dans la fin même de la grève de manifester : le paradoxe, c'est que l'homme petit-bourgeois invoque le naturel de son isolement au moment précis où la grève le courbe sous l'évidence de sa subordination."
- Grammaire africaine
  - "Le vocabulaire officiel des affaires africaines est, on s'en doute, purement axiomatique."
  - "La rhétorique officielle a beau entasser les couvertures de la réalité, il y a un moment où les mots lui résistent et l'obligent à révéler sous le mythe l'alternative du mensonge ou de la vérité : l'indépendance est ou n'est pas, et tous les desseins adjectifs qui s'efforcent de donner au néant les qualités de l'être sont la signature même de la culpabilité."
- La critique Ni-Ni
  - "On a pu lire dans l'un des premiers numéros de l'Express quotidien, une profession de foi critique (anonyme), qui était un superbe morceau de rhétorique balancée."
  - "Ce ne sont plus ses ornements qu'elle défend, c'est sa peau : j'ai bien peur que la nouvelle critique Ni-Ni ne soit en retard d'une saison."
- Strip-tease
  - "Le Strip-tease -du moins le strip-tease parisien- est fondé sur une contradiction : désexualiser la femme dans le moment même où on la dénude."
  - "Le Strip-tease réintègre ici la salle, se familiarise, s'embourgeoise, comme si les Français, contrairement aux publics américains (du moins à ce qu'on en dit), et suivant une tendance irrépressible de leur statut social, ne pouvaient concevoir l'érotisme que comme une propriété ménagère, cautionnée par l'alibi du sport hebdomadaire, bien plus que par celui du spectacle magique : c'est ainsi qu'en France le strip-tease est nationalisé."
- La nouvelle Citroën
  - "Je crois que l'automobile est aujourd'hui l'équivalent assez exact des grandes cathédrales gothiques : je veux dire une grande création d'époque, conçue passionnément par des artistes inconnus, consommée dans son image, sinon dans son usage, par un peuple entier qui s'approprie en elle un objet parfaitement magique."
  - "L'objet est ici totalement prostitué, approprié : partie du ciel de Metropolis, la Déesse est un quart d'heure médiatisée, accomplissant dans cet exorcisme, le mouvement même de la promotion petite-bourgeoise."
- La littérature selon Minou Drouet
  - "L'affaire Minou Drouet s'est présentée pendant longtemps comme une énigme policière: est-ce elle ou n'est-ce pas elle?"
  - "Une petite larme pour Minou Drouet, un petit frisson pour la poésie, et nous voilà débarrassés de la Littérature."
- Photogénie électorale
  - "Certains candidats-députés ornent d'un portrait leur prospectus électoral."
  - "Presque tous les trois quarts sont ascensionnels, le visage est levé vers une lumière surnaturelle qui l'aspire, l'élève dans les régions d'une haute humanité, le candidat atteint à l'olympe des sentiments élevés, où toute contradiction politique est résolue: paix et guerre algériennes, progrès social et bénéfices patronaux, enseignement "libre" et subventions betteravières, la droite et la gauche (opposition toujours "dépassée"!), tout cela coexiste paisiblement dans ce regard pensif, noblement fixé sur les intérêts occultes de l'Ordre."
- "Continent perdu"
  - "Un film, Continent perdu, éclaire bien le mythe actuel de l'exotisme."
  - "On voit donc que les "belles images" de Continent perdu ne peuvent être innocentes : il ne peut être innocent de perdre le continent qui s'est trouvé à Bandoeng."
- Astrologie
  - "Il paraît qu'en France, le budget annuel de la "sorcellerie" est d'environ trois cents milliards de francs."
  - "On connaît bien au moins une autre de ces tentatives nominalistes : la Littérature, qui, dans ses formes dégradées, ne peut aller plus loin que nommer le vécu ; astrologie et Littérature ont la même tâche d'institution "retardée" du réel : l'astrologie est la Littérature du monde petit bourgeois."
- L'art vocal bourgeois
  - "Il paraîtra impertinent de faire la leçon à un excellent baryton, Gérard Souzay, mais un disque où ce chanteur a enregistré quelques mélodies de Fauré me semble bien illustrer toute une mythologie musicale où l'on retrouve les principaux signes de l'art bourgeois."
  - "Ils font confiance à la matière immédiatement définitive de la musique."
- Le plastique
  - "Malgré ses noms de berger grec (Polystyrène, Phénoplaste, Polyvinyle, Polyéthylène), le plastique, dont on vient de concentrer les produits dans une exposition, est essentiellement une substance alchimique."
  - "La hiérarchie des substances est abolie, une seule les remplace toutes : le monde entier peut être plastifié, et la vie elle-même, puisque, paraît-il, on commence à fabriquer des aortes en plastiques."
- La grande famille des hommes
  - "On a présenté à Paris une grande exposition de photographies, dont le but était de montrer l'universalité des gestes humains dans la vie quotidienne de tous les pays du monde : naissance, mort, travail, savoir, jeux imposent partout les mêmes conduites ; il y a une famille de l'Homme."
  - "Ainsi, je crains bien que la justification finale de tout cet adamisme ne soit de donner à l'immobilité du monde la caution d'une « sagesse » et d'une « lyrique » qui n'éternisent les gestes de l'homme que pour mieux les désamorcer."

 « La grande famille des hommes » est une exposition présentée à Paris, réalisée pour le MoMA de New York avec, comme commissaire d'exposition Edward Steichen ; son titre anglais était « The Family of Man ».
- Au music-hall
  - "Le temps du théâtre, quel qu'il soit, est toujours lié."
  - "La ville rejette l'idée d'une nature informe, elle réduit l'espace à un continu d'objets solides, brillants, produits, auxquels précisément l'acte de l'artiste donne le statut prestigieux d'une pensée tout humaine : le travail, surtout mythifié, fait la matière heureuse, parce que, spectaculairement, il semble la penser; métallifiés, lancés, rattrapés, maniés, tout lumineux de mouvements en dialogue perpétuel avec le geste, les objets perdent ici le sinistre entêtement de leur absurdité : artificiels et ustensiles, ils cessent un instant d'ennuyer."
- "La Dame aux camélias"
  - "On joue encore, je ne sais où dans le monde, la Dame aux camélias (et on la jouait il y a quelque temps à Paris)."
  - "Phraseuse et noble, en un mot sérieuse, elle ne fait que les endormir."
- Poujade et les intellectuels
  - "Qui sont les intellectuels, pour Poujade?"
  - "Seulement du point de vue de l'ethnologue, les conduites d'intégration et d'exclusion sont évidemment complémentaires, et, en un sens, qui n'est pas celui qu'il croit, Poujade a besoin des intellectuels, car s'il condamne, c'est au titre de mal magique : dans la société poujadiste, l'intellectuel a la part maudite et nécessaire d'un sorcier dégradé."

## Continuateurs
Le sémioticien belge Jean-Marie Klinkenberg a publié de Petites mythologies belges (2003 ; rééditions augmentées en 2009 et 2013, puis en format de poche en 2018). Il a ensuite co-écrit, avec Laurent Demoulin, Petites mythologies liégeoises (2016).
Sur cette lancée, leurs concitoyens Jan Baetens et Karel Vanhaesebrouck ont publié en 2014 Kleine Vlaamse mythologieën (Petites mythologies flamandes).
L'éditorialiste français Jérôme Garcin a dirigé la publication des Nouvelles mythologies (2007), rédigées par divers auteurs, journalistes et éditorialistes, pour célébrer les 50 ans de la parution du recueil de Barthes.
Au Québec, Sarah-Louise Pelletier-Morin a dirigé un hommage québécois aux "Mythologies" de Roland Barthes,  auquel ont contribué trente-cinq essayistes, intitulé les "Mythologies québécoises" (2021).